# Gabriel Chávez de la Mora
Fray Gabriel Chávez de la Mora (Guadalajara, Jalisco, 26 de noviembre de 1929-17 de diciembre de 2022) fue un arquitecto y monje benedictino mexicano. 
Se dedicó principalmente a la arquitectura religiosa católica en su diseño, renovación, adaptación o recuperación de edificios, enfocándose en ciudades de México, aunque de igual forma trabajó en el extranjero en lugares como Oceanside y Ciudad del Vaticano.

## Biografía

#### Primeros años
Nació en la ciudad de Guadalajara, Jalisco en 1929. En 1947, comenzó sus estudios en ingeniería civil en la Escuela de Ingeniería de la Universidad de Guadalajara, en ese mismo año, siendo estudiante ganó el primer lugar de un concurso al Monumento a la Bandera en Guadalajara mismo que se construyó en 1949. En 1948, se abrió la Escuela de Arquitectura en la misma Universidad de Guadalajara, y opta por cambiarse de carrera y entra a esta escuela formando parte de la primera generación de arquitectos que egresó de dicha institución, obteniendo mención honorífica y titulándose con la tesis Centro Parroquial de San José de Analco.

#### Monje
En 1955, ingresó al Monasterio Benedictino de Santa María de la Resurrección en Ahuacatitlán, Cuernavaca y el 13 de agosto de 1957 realizó su profesión monástica y tomó los votos. Más tarde se dedicó principalmente a realizar trabajos de artesanía, vestimenta y caligrafía. Ese mismo año concibió su primer proyecto arquitectónico cuando diseñó la Capilla de la Comunidad en el convento de Ahuacatitlán, siendo el primer templo religioso en América Latina donde se dispuso el altar para celebrar la misa frente a los feligreses. Entre 1973 y 1976, participó, en el proyecto para la Nueva Basílica de Guadalupe, con los arquitectos Pedro Ramírez Vázquez y José Luis Benlliure,  trabajando en la definición del programa y la solución litúrgica.
Fray Chávez falleció mientras rezaba la liturgia de las horas la noche del 17 de diciembre de 2022.

## Premio Nacional de Arquitectura 2020
El Arquitecto Chávez de la Mora, fue galardonado con el premio nacional de arquitectura. Recibió la medalla de manos del presidente Andrés Manuel López Obrador.

## Obras Arquitectónicas

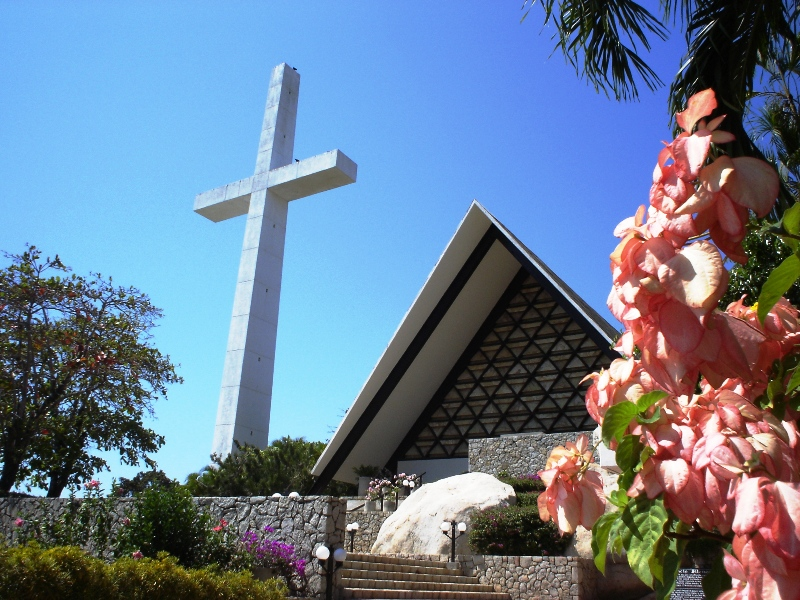
Capilla Ecuménica La Paz en Acapulco, Guerrero.

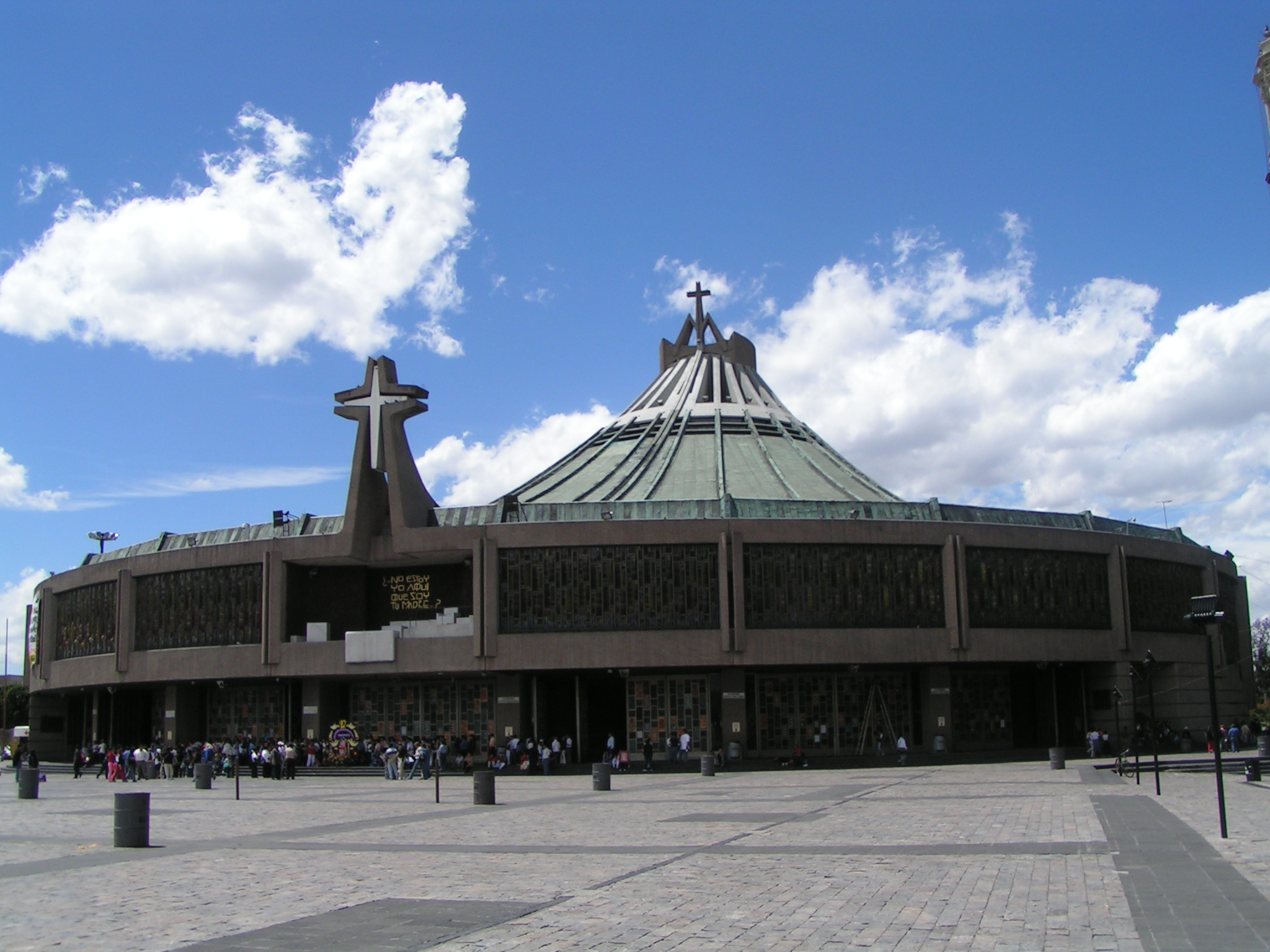
Nueva Basílica de Santa María de Guadalupe en la Ciudad de México.

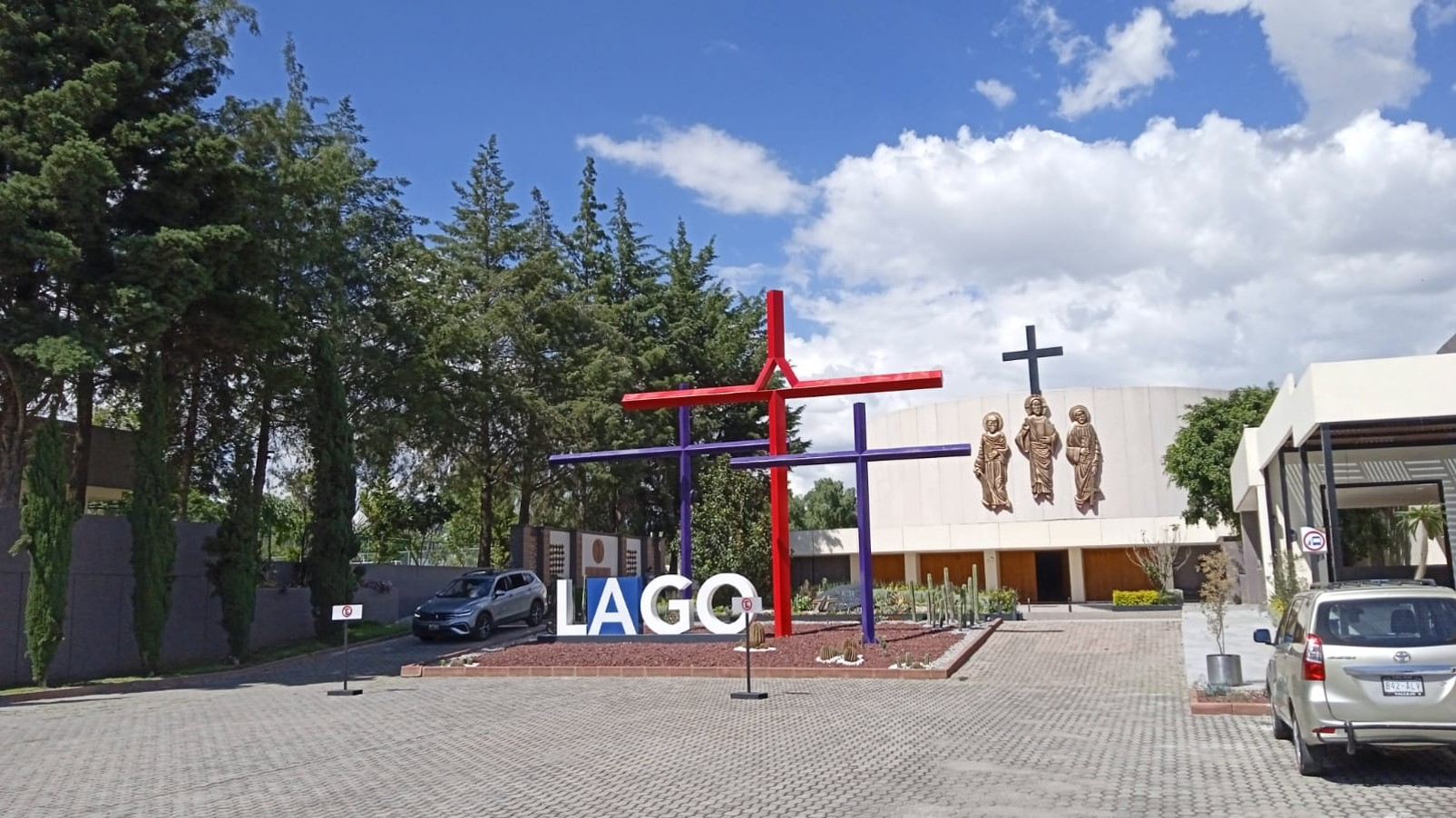
Conjunto Escolar Lago - Sede CEM - Cuautitlán Izcalli

Algunas de sus principales obras se enumeran a continuación:
- 1957 — Capilla del Monasterio Benedictino, de Santa María de la Resurrección en Cuernavaca, Morelos.
- 1957 — Catedral de Cuernavaca, reacondicionamiento litúrgico (en colaboración con el arquitecto Ricardo de Robina) en Cuernavaca, Morelos.
- 1968,1969 — Abadía del Tepeyac o Monasterio Benedicto del Tepeyac en Cuautitlán Izcalli, Edo. de México.[6]
- 1968 — Capilla El Pocito, restauración y reacondicionamiento litúrgico en Ciudad de México.
- 1970,1971 — Capilla Ecuménica La Paz, del conjunto cultural  en Acapulco, Guerrero.
- 1972 — Parroquia de la Asunción, remodelación y reacondicionamiento litúrgico en Ciudad Satélite, Naucalpan.
- 1972 — Centro Escolar del Lago (en colaboración con el Arq. Ángel Negrete) - Cuautitlán Izcalli, EdoMéx.[6]
- 1976 — Nueva Basílica de Santa María de Guadalupe (en colaboración con los arquitectos Pedro Ramírez Vázquez y José Luis Benlliure) en Ciudad de México.
- 1975 — Catedral de Sisoguichi, reacondicionamiento litúrgico en Sisoguichi, Chihuahua.
- 1975-1980 — Conjunto pastoral de la Catedral de Villahermosa en Villahermosa, Tabasco.
- 1976 — Conjunto pastoral de la Catedral de Mexicali en Mexicali, Baja California.
- 1980,1986 — Capilla de la Abadía de Santa María de Guadalupe, acondicionamiento litúrgico en Ahuatepec, Morelos.
- 1983 — Catedral de Ciudad Nezahualcóyotl (en colaboración con el arquitecto Pedro Ramírez Vázquez) - Ciudad Nezahualcóyotl, Estado de México.
- 1985 — Santuario de Nuestra Señora del Perpetuo Socorro - Tequisquiapan, Querétaro
- 1987 -- Chapel, Prince of Peace Abbey, Oceanside, California, USA.
- 1988 — Capilla Guadalupana en el Vaticano (en colaboración con el arquitecto Pedro Ramírez Vázquez) - Ciudad del Vaticano.
- 1991,1992 — Capilla de San Peregrino en Ciudad de México.
- 1994 — Capilla de San Cayetano en Atizapán de Zaragoza, Estado de México.
- 1998-2000 — Teatro San Benito Abad - Cuautitlán Izcalli, Estado de México.[6]
- 1999 — Capilla lateral del Santuario Guadalupano, presbiterio, altar, sagrario, bautisterio, capilla del Santísimo en Zamora, Mich
- 2000-2004 — Parroquia Nuestra Señora de Bugambilias, Zapopan, Jalisco.
- 2005 — Serie de 65 símbolos bíblicos dibujados a mano, como un regalo a la juventud latinoamericana, incluidos en la Biblia Católica para Jóvenes.[7]
- 2007 - Vitral de de 53 x 48 metros en el Santuario de los Mártires de Cristo Rey. El vitral pasó a ser uno de los mas grandes del mundo.
- 2012 — Santuario de Santo Toribio Romo, Santa Ana de Guadalupe,[8]Jalostotitlán, Jalisco.
- 2014 - Parroquia El Espíritu Santo, retablo, presbiterio e iconografía del Espíritu Santo, Tepatitlán de Morelos, Jalisco.
- 2017 - Templo José Sánchez del Río, Sahuayo, Michoacán.[9]